# Youki Kudoh
Youki Kudoh (工藤 夕貴?, Kudō Yūki; Hachiōji, 17 gennaio 1971) è un'attrice e cantante giapponese.

## Biografia
Yūki Kudō è nata nel 1971 a Hachiōji, città dell'agglomerato metropolitano di Tokyo. Suo padre è Hachiro Izawa (井沢 八郎? all'anagrafe Kinichi Kudō), famoso cantante di enka. Ha fatto il suo ingresso nel mondo dello spettacolo nel 1983, come idol. Come cantante, ha inciso vari dischi e pubblicato numerosi singoli, tra cui le sigle della serie animata Pollyanna.
Nel 1984 ha debuttato come attrice nel film Gyakufunsha Kazoku (internazionalmente noto come The Crazy Family). Questa interpretazione le fece vincere il premio di miglior attrice esordiente al Yokohama Film Festival. All'età di 17 anni ha iniziato a lavorare negli Stati Uniti, con il film Mystery Train - Martedì notte a Memphis di Jim Jarmusch (distribuito nel 1989) in cui interpreta la protagonista del primo episodio. Per questa interpretazione ottenne la nomination agli Independent Spirit Awards 1990 come miglior attrice protagonista. Nel 1991 ha recitato in Sensō to Seishun (noto internazionalmente come War and Youth), del veterano Tadashi Imai, ruolo che le valse numerosi premi come il Blue Ribbon Awards per la miglior attrice. Grazie alla sua padronanza della lingua inglese ha continuato a recitare sia in produzioni occidentali che giapponesi: nel 1994 è la protagonista della coproduzione nippo-americana Il prezzo della vita, nel 1997 recita a fianco di Russell Crowe in Paradiso di fuoco e nel 1999 è con Ethan Hawke ne La neve cade sui cedri.
In seguito ha ottenuto ruoli di secondo piano, come quello della geisha Zucca in Memorie di una geisha (2005) o quello dell'assassina cinese Jasmine in Rush Hour - Missione Parigi (2007). Ha lavorato nuovamente con Jim Jarmush nel 2009, interpretando una parte in The Limits of Control.

## Filmografia

### Cinema
- Gyakufunsha Kazoku (逆噴射家族?), regia di Gakuryū Ishii (1984)
- Typhoon Club (台風クラブ?, Taifū kurabu), regia di Shinji Sōmai (1985)
- Shukuji (祝辞?), regia di Tomio Kuriyama (1985)
- Honba jyoshikō Manual - Hatsukoi binetsu-hen (本場ぢょしこうマニュアル 初恋微熱篇?), regia di Shin'ichi Nakada (1987)
- Hanazono no meikyū (花園の迷宮?), regia di Shun'ya Itō (1988)
- Aoi sanmyaku '88 (青い山脈'88?), regia di Kōichi Saitō (1988)
- Gekitotsu! Kyonshi kozo shijo saikyo no kanfu akuma gundan, regia di Chia-Hui Liu (1988)
- Mystery Train - Martedì notte a Memphis (Mystery Train), regia di Jim Jarmusch (1989)
- Sensō to Seishun (戦争と青春?), regia di Tadashi Imai (1991)
- Il prezzo della vita (Picture Bride), regia di Kayo Hatta (1994)
- Paradiso di fuoco (Heaven's Burning), regia di Craig Lahiff (1997)
- La neve cade sui cedri (Snow Falling on Cedars), regia di Scott Hicks (1999)
- Blood: The Last Vampire (ブラッド ザ ラスト ヴァンパイア?, Buraddo Za Rasuto Vanpaia), regia di Hiroyuki Kitakubo - voce (2000)
- Kaze no Jūtan (風の絨毯?), regia di Kamal Tabrizi (2003)
- Memorie di una geisha (Memoirs of a Geisha), regia di Rob Marshall (2005)
- Saga no gabai-bāchan (佐賀のがばいばあちゃん?), regia di Hitoshi Kurauchi (2006)
- Rush Hour - Missione Parigi (Rush Hour 3), regia di Brett Ratner (2007)
- L change the WorLd, regia di Hideo Nakata (2008)
- Haru yo koi (春よこい?), regia di Kenki Saegusa (2008)
- The Limits of Control, regia di Jim Jarmusch (2009)
- Zatoichi the Last (座頭市 THE LAST?), regia di Junji Sakamoto (2010)
- Daichi no uta, regia di Hisako Yamada (2011)
- Karakara, regia di Claude Gagnon (2012)
- Ringo nōka no shoujo (りんごのうかの少女?), regia di Satoko Yokohama - cortometraggio (2013)
- Kono kuni no sora (この国の空?), regia di Haruhiko Arai (2015)
- Haiyû Kameoka Takuji (俳優 亀岡拓次?), regia di Satoko Yokohama (2015)
- Ao no Kaerimichi (青の帰り道 ?), regia di Michihito Fujii (2018)
- We Are Little Zombies, regia di Makoto Nagahisa (2019)
- The Brighton Miracle, regia di Max Mannix (2019)

### Televisione
- Jump Up! Seishun (ジャンプアップ!青春?, Janpu appu! Seishun) - serie TV (1986)
- Oya ni wa naisho de... (親にはナイショで…?) - serie TV (1986)
- The Chronicle - serie TV, ep. 1x3 (2001)
- Undeclared - serie TV, ep. 1x15 (2002)
- Psycho Doctor (サイコドクター?) - miniserie TV, ep. 1x4 (2002)
- Masters of Horror - serie TV, ep. 1x13 (2007)
- Tôkyô ga senjô ni natta hi (東京が戦場になった日?), regia di Masaya Iseda - film TV (2014)
- Yama Onna Nikki - Onnatachi wa itadaki wo mezashite (山女日記 ～女たちは頂を目指して～?) - serie TV, 7 episodi (2016)
- Yama Onna Nikki - Yama fes ni ikô (山女日記〜山フェスに行こう〜?) - film TV (2017)
- Yama Onna Nikki - Alps no jô'oh (山女日記〜アルプスの女王〜?) - film TV (2017)
- Shitamachi Rocket (下町ロケット?) - serie TV (2018)
- Gal to Kyouryuu (ギャルと恐竜?) - serie TV, voce (2020)
- Kikazaru koi niha riyuu ga atte (着飾る恋には理由があって?) - miniserie TV, 10 episodi (2021)

### Doppiaggio
- Red Ninja: End of Honor (紅忍 血河の舞, Reddo Ninja Kekka no Mai) - videogioco (2003), Kurenai (doppiaggio internazionale)

## Discografia
- 1985 – Sensation
- 1985 – Only You
- 1986 – STRAWBERRY TOWN
- 1986 – Memories
- 1989 – SURPRISE
- 1991 – Cosmopolitan
- 1994 – ACTRESS〜Screen Music Collection〜
- 1995 – PICTURE BRIDE〜Reggae in Hawaii〜